# أم العنب فوقاني
أم العنب فوقاني (أوزملر)  قرية سورية تابعة لناحية عامودا ، منطقة القامشلي في محافظة الحسكة شمال شرق سوريا. تعود التسمية لشهرتها القديمة بكروم العنب وصنع الزبيب يمر غربها وادي الصباحية السيلي ، تبعد عن مدينة الحسكة حوالي 55 كلم شمالاً و 23 كلم جنوب عامودا . يقطنها الأكراد. يعتمد سكانها على زراعة محاصيل القمح والشعير وكروم العنب بالاضافة لتربية الأغنام.